# Іраклія
Іраклія (грец. Ηράκλεια) — острів в Егейському морі.

## Географія
Входить до групи невеликих островів Малі Кіклади. Площа острова становить 17,795 км². Він розташований між островами Наксос та Іос.
Згідно перепису населення 2001, на острові проживало 151 особа. Останнім часом основними заняттями жителів є сільське господарство. Розвивається і сфера обслуговування туристів.